# Бонифаций IV (Монферат)
Вижте пояснителната страница за други личности с името Бонифаций.
Бонифаций IV Палеолог (на италиански: Bonifacio IV Paleologo, * 21 декември 1512, † 6 юни 1530) е маркграф на Монферат от 1518 г. до смъртта си.
Той е единствен син на Вилхелм XI (1486 – 1518) и съпругата му принцеса Анна д’Аленсон (1492 – 1562), дъщеря на Ренé Валоа (1454 – 1492), херцог на Аленсон и на Маргарета от Лотарингия-Водемон (1463 – 1521).
След смъртта на баща му през 1518 г. Бонифаций го наследява на трона, в началото под регентството на майка му.
Бонифаций IV не се жени и няма деца. Той умира през 1530 г. след падане от коня му. Той е последван от чичо му, Джовани Джоржио, епископ на Казале.